# Trần Hiểu Đông
Trần Hiểu Đông (sinh ngày 3 tháng 9 năm 1975) là nam diễn viên, ca sĩ, nhạc sĩ nổi tiếng Hồng Kông. Anh được biết đến nhiều nhất là một trong những tài năng âm nhạc trẻ tuổi của những năm 1990.

## Gia đình
Trần Hiểu Đông trưởng thành trong một gia đình không mấy hạnh phúc, ba mẹ anh đã ly dị khi anh còn rất nhỏ. Gia đình có hai anh em trai,Trần Hiểu Đông là anh cả. Lên cấp hai, Hiểu Đông sang Mỹ du học (học tại trường California International (USA) School). Sau khi tốt nghiệp trung học, Trần Hiểu Đông trở về Hồng Kông gia nhập làng giải trí. Chú ruột của Trần Hiểu Đông cũng là ca sĩ nổi tiếng Hong Kong trong thập niên 80 Trần Bách Tường .

## Sự nghiệp

### Âm nhạc
Anh bắt đầu sự nghiệp ca hát năm 1994, nổi tiếng từ rất sớm và được coi là một ca sĩ trẻ đầy triển vọng. Năm 1995, Trần Hiểu Đông được thầy dạy nhạc, nhạc sĩ Đới Tư Thông dìu dắt vào nghề, anh ký hợp đồng trở thành ca sĩ của Công ty Đĩa hát Hoàn Cầu. Cùng năm anh đạt giải thưởng Nam ca sĩ nổi tiếng nhất năm 1995. Ngay từ những ngày đầu gia nhập làng giải trí nhờ vào ngoại hình đẹp và ăn ảnh (Trần Hiểu Đông là một trong những mỹ nam nổi tiếng nhất xứ cảng thơm, năm 2010 anh từng được kênh CNN của Mỹ bầu chọn là một trong 19 diễn viên nam đẹp nhất Hồng Kông) cùng với giọng hát ngọt ngào và khả năng sáng tác nhạc, anh đã trở thành một trong những cái tên hot nhất của làng giải trí Hồng Kông trong thập niên 90.
Giai đoạn từ giữa những năm 90 đến đầu những năm 2000 là giai đoạn huy hoàng nhất trong sự nghiệp của anh, là người kế vị Tứ đại thiên vương , đồng thời trở thành người đứng đầu của tứ tiểu thiên vương (bao gồm anh, Trần Dịch Tấn, Tạ Đình Phong và Cổ Cự Cơ) và đạt nhiều giải thưởng uy tín về âm nhạc. Cũng trong năm 2000, sau cái chết của người quản lý Rebecca Leung, anh đã thay đổi phong cách hát của mình. Trần Hiểu Đông là người theo đạo Phật.
Tháng 4/2003, Trần Hiểu Đông rời Công ty Đĩa hát Hoàn Cầu, sau 8 năm gắn bó với 6 album phát hành. Các album nổi bật của anh bao gồm: Open Up The Sky,Fly With Me, Sentimental Remix, U R My Only Love, Heart Touch, Holiday, Electric Joy EP, Feeling, I want to be, Don't mention at all, Happier than me....
Khoảng năm 2005-2006, Trần Hiểu Đông xảy ra xích mích lớn với thầy giáo Đới Tư Thông, hai người tuyên bố từ mặt nhau, kể từ đó tên tuổi của anh không còn ở đỉnh cao.
Mãi đến năm 2008, sau 5 năm vắng bóng trên nhạc đàn Hong Kong, Trần Hiểu Đông mới trở lại với album tiếng Quảng Đông "Love Moments "và các tour diễn quảng bá album với phong cách âm nhạc có phần mạnh mẽ hơn trước. Album tổng hợp các bài hát nổi tiếng của anh cũng như một số bài hát mới như: Dễ đến dễ tan, tự viết thư cho mình.....
Năm 2011, sau 3 năm, anh phát hành album tiếng Phổ thông "So hot", với thể loại nhạc dance, pop, cũng như biểu diễn các show quảng bá album. Tiếp đó 3 năm sau, anh trở lại với album "Circle" với hình ảnh trải nghiệm của một người đàn ông trưởng thành.
Cho đến nay, Trần Hiểu Đông đã phát hành khoảng gần 40 album gồmː 26 album tiếng Quảng Đông và 12 album tiếng Phổ thông trong gần 20 năm hoạt động ca hát của mình. Các bài hát nổi tiếng nhất của Trần Hiểu Đông bao gồm: Đoán đoán đoán, Hiểu mọi thứ về em, Tâm lý muốn đi lang thang, Quan tâm cảm thụ của em, Trong tim anh đang rất cô đơn, Cảm giác trao ánh mắt, Muốn biết cảm giác của em, Guitar (Nút thắt trong lòng người ấy), Bộ sưu tập người tình mới, You re my only love, Yêu em tránh em, Mỗi ngày thêm yêu em, Một vạn năm, So sánh hạnh phúc, Cung thủy bình, Bật hộp quẹt, Si mê em, Cà vạt đen......

### Điện ảnh
Về sự nghiệp điện ảnh, anh tham gia khá nhiều phim điện ảnh kể từ năm 1996. Năm 1996, vai diễn Vương Văn Tuấn trong phim Hổ Độ Môn của anh được đề cử Nam diễn viên triển vọng tại Giải thưởng điện ảnh Hồng Kông cùng năm (Liên hoan phim Kim tượng lần thứ 16).
Tuy nhiên, vai diễn đáng chú ý nhất trên màn ảnh rộng của anh là vai cậu học trò tuổi teen Thẩm Chí Hán trong phim teen nổi tiếng nhất của Hồng Kông trong thập niên 90 "Không ngăn được tình yêu" (First love unlimited), đóng cặp với nữ diễn viên kiêm ca sĩ nổi tiếng Lương Vịnh Kỳ, bộ phim từng gây cơn sốt tại Hồng Kông khi nó được công chiếu vào mùa xuân năm 1997. Hình ảnh cậu học trò tuổi teen Thẩm Chí Hán dễ thương hiền lành với mái tóc bồng bềnh, và nụ cười ngọt ngào của Trần Hiểu Đông khiến anh trở thành thần tượng của hàng triệu thiếu nữ Hồng Kông. Anh và Lương Vịnh Kỳ từng được xem là một trong những cặp đẹp đôi nhất trên màn ảnh rộng của Hồng Kông. Họ không những là một cặp tiên đồng ngọc nữ trên màn ảnh, mà còn có ngoại hình rất giống nhau. Điều này tạo sự thích thú cho các fan. Năm 1998 anh đã diễn xuất trong bộ phim được đầu tư lớn Hạnh vận nhất điều long (phát hành ở Việt Nam với tên: Hoàng tử bánh trứng) cùng với Châu Tinh Trì, Thư Kỳ, Trịnh Tú Văn.... Sau đó năm 2000, anh đóng vai chính trong phim A War of No Desire cùng với ảnh đế Ngô Trấn Vũ và Lương Vịnh Kỳ. Cùng năm, anh cũng tham gia phim Đặc công bad boy cùng các diễn viên: Trịnh Y Kiện, Cổ Thiên Lạc, Thư Kỳ.....
Năm 2001, anh tiếp tục khẳng định khả năng diễn xuất khi gây ấn tượng với vai Hứa Lạc trong phim điện ảnh Feel 100% II (Cảm giác 100% II) - bộ phim phóng tác theo truyện tranh nổi tiếng của Hồng Kông Feel 100% với sự tham gia của nhiều diễn viên, ca sĩ nổi tiếng như: Dung Tổ Nhi, Dương Thiên Hoa, Trần Dịch Tấn & Châu Lệ Kỳ. Ngay sau đó, anh lại tái ngộ với tiểu thiên hậu Hồng Kong Dung Tổ Nhi trong phim điện ảnh thần tượng khác là: Expect a miracale..
Năm 2002, anh tiếp tục tham gia dự án phim Feel 100% phiên bản truyền hình dài 20 tập (phần 1: 11 tập & phần 2: 9 tập)của hãng phim Mỹ Á trong vai Jerry. Bộ phim tập trung rất nhiều ca sĩ, diễn viên nổi tiếng đương thời của Hồng Kông như: Phương Lực Thân, Chu Lệ Kỳ, Lý Thi Hoa, Dương Thiên Hoa, Thư Kỳ, Trịnh Trung Cơ, Trần Quán Hy,... Phim rất được giới trẻ Hong Kong yêu thích.
Năm 2004, anh tham gia bộ phim truyền hình Trung Quốc "Thiện nữ u hồn" hợp tác với Từ Hy Viên (đại S), cùng nhiều ngôi sao truyền hình nổi tiếng khác, vai diễn Ninh Thể Thần của anh được khán giả Đại Lục rất yêu thích, bộ phim cũng rất được yêu thích tại các nước trong khu vực châu Á.
Giai đoạn sau đó, sự nghiệp của Trần Hiểu Đông tụt dốc không phanh, anh không có được tác phẩm nào nổi bật, album phát hành cũng không gây được tiếng vang như trước.
Mãi đến năm 2013, khi tham gia phim truyền hình nổi tiếng của Đại Lục "Lan Lăng Vương", với vai hoàng đế Vũ Văn Ung, hợp diễn với Lâm Y Thần và Phùng Thiệu Phong, tên tuổi anh đã hot trở lại, trở thành một trong những cái tên được chú ý nhất trong làng giải trí Hoa Ngữ, sự nghiệp thăng tiến với cát sê tăng vụt. Hiện tại sự nghiệp của anh phát triển khá ổn định tại Đại Lục và Đài Loan.

## Đời sống tình cảm
Trần Hiểu Đông từng trải qua nhiều mối tình kể từ năm 15 tuổi. Nhiều nguồn tin cho biết, anh từng hẹn hò với người tình màn ảnh Lương Vịnh Kỳ trong những năm 90, khi họ hợp tác với nhau lần đầu trong phim Không ngăn được tình yêu. Sau khi chia tay, họ vẫn là những người bạn thân cho đến bây giờ. Tuy nhiên, mối tình ồn ào nhất và sâu đậm nhất là với nữ diễn viên nổi tiếng Trương Bá Chi - ngọc nữ một thời của màn ảnh Hồng Kông, những năm đầu của thập niên 2000, anh với Trương Bá Chi là cặp tiên đồng ngọc nữ của làng nghệ Hồng Kông. Năm 2000, Trần Hiểu Đông và Trương Bá Chi công khai tình cảm. Tuy nhiên vì thời điểm đó hai người quá nổi tiếng, cả hai đều là thần tượng của giới trẻ, do không chịu nổi áp lực từ công ty quản lý, sự săm soi của báo chí và fan hâm mộ, hai người quyết định chia tay.
Tuy vậy, Trần Hiểu Đông cho biết, lâu nay, hai người vẫn giữ liên lạc với nhau. Trần Hiểu Đông đã ví mối quan hệ giữa anh và Trương Bá Chi như "love story" trong phim Titanic, dù cuối cùng, Jack và Rose không đến được với nhau, nhưng họ đã có một mối tình "khắc cốt ghi tâm".
Cuối năm 2014, anh đã lập gia đình với một nữ y tá người Đài Loan tên là Vương Duy Nhàn, kém anh 12 tuổi. Hai người đã có hai con gái.

## Các album đã phát hành

### Tiếng Quảng Đông
| Năm  | Tên album                                                                                      |
| 1995 | 打開天空 / Open Up The Sky / Mở ra bầu trời                                                    |
| 1995 | 與我高飛/Fly With Me / Bay cùng tôi                                                            |
| 1996 | 了解你的所有 / Understand Your Everything / Hiểuu mọi thứ về em                                |
| 1996 | Sentimental Remix                                                                              |
| 1996 | U R My Only Love / Em là tình yêu duy nhất của anh                                             |
| 1996 | Daniel Chan 1997                                                                               |
| 1997 | 在乎你感受 / Care About Your Feelings / Quan tâm đến cảm giác của em                           |
| 1997 | 心的接觸 / Heart Touch / Chạm đến trái tim                                                     |
| 1997 | 心理游戲 / Mind Games / Tâm lý thích đi lang thang                                             |
| 1997 | Electric Joy EP                                                                                |
| 1998 | AVCD                                                                                           |
| 1998 | Holiday                                                                                        |
| 1998 | 拉闊音樂現場演唱大碟 / Music Is Live                                                           |
| 1998 | 新舊樣本12首 / 12 new and old songs / Xin Jiu Yang Ben 12 Shou                                 |
| 1999 | 暖情精選 / Warm Love / Tình yêu ấm áp                                                          |
| 1999 | 質感 / Feeling / Cảm giác                                                                      |
| 2000 | 狂熱份子現場演唱大碟 /903 Live Concert 2000                                                    |
| 2000 | 黑色領帶 /Hei se ling dai / Black tie / Cà vạt đen                                             |
| 2000 | Modern Age / Kỷ nguyên hiện đại                                                                |
| 2001 | 不必說感謝 / Don't mention at all / Không cần nói cảm ơn                                       |
| 2002 | 從未忘記 / Never forget / Không bao giờ quên                                                   |
| 2002 | 百分百感覺 原聲 / FEEL 100% OST / nhạc phim cảm giác 100̤%                                      |
| 2002 | I Want To Be（陳曉東唱作＋自選情歌集) /I Want To Be Daniel Chan Chang Zuo + Zi Xuan Qing Ge Ji |
| 2008 | Best Hits In Danieland                                                                         |
| 2008 | Love Moments / Những khoảnh khắc tình yêu                                                      |

### Tiếng phổ thông
| Năm  | Tên album                                                           |
| 1997 | 心有獨鐘 / The Heart Already Knows                                  |
| 1998 | 感覺貼心 / Close To Heart                                           |
| 1998 | 我比誰都清楚 / Wo Bei Shei Dou Qing Chu / Tôi rõ hơn ai hết         |
| 1999 | 風一樣的男子 / Feng Yi Yang De Nan Zi / Đàn ông như gió             |
| 2000 | 比我幸福 / Happier than me / Hạnh phúc hơn tôi                      |
| 2000 | 天亮說晚安 / Bonne nuit en aurore / Chúc ngủ ngon vào lúc bình minh |
| 2001 | 我要的只是愛 / What I need is love / Điều tôi cần là tình yêu       |
| 2002 | 東國度 / Best Of Daniel Chan                                        |
| 2003 | Perfect Love/ Tình yêu hoàn hảo                                     |
| 2008 | 星空夢遊 / Sleepwalking to space / Mộng du không gian               |
| 2011 | So Hot                                                              |
| 2014 | Circle                                                              |

## Các phim đã đóng

### Điện ảnh
| Năm  | Tên phim                                                        | Vai diễn                                 |
| 1994 | Golden Gate                                                     | Ca sĩ Doo-wop                            |
| 1996 | 虎度門 / Hu-Du-Men/ Hổ Độ Môn                                   | Wang Wen Jun / 王文俊/ Vương Văn Tuấn    |
| 1996 | 飛虎雄心2傲氣比天高 / Best of the Best                          | Chan Xiao Tung / 陳曉東/ Trần Hiểu Đông  |
| 1997 | 初戀無限TOUCH / First Love Unlimited / Không ngăn được tình yêu | Shum Chi Hong / 沈志康/ Thẩm Chí Hán     |
| 1998 | 行運一條龍 / The Lucky Guy/ Hoàng tử bánh trứng                 | Li De Nan / 李得男/ Lý Thể Nam           |
| 2000 | 愛與誠 / The War Named Desired /Luật sấm sét                    | Fang Long Jun / 方龍俊/ Phương Long Tuấn |
| 2000 | Bad Boy特攻 / For Bad Boys Only/Đặc công badboy                 | Tin-ngai/ Thiên Nhai                     |
| 2001 | 百分百感覺２ / Feeling 100% II/Cảm giác 100% II                 | Xu Le / 許樂/ Hứa Lạc                    |
| 2001 | 蘋果咬一口 / Expect a Miracle                                   | Chen Lan Yu / 陳藍雨/Jet/Trần Lam Vũ     |
| 2002 | 停不了的愛 / Loving Him                                         | Doc/ Xiao Dong / 小東/ Tiểu Đông         |
| 2002 | 我的美麗鄉愁 / Far From Home                                    | Jack                                     |
| 2004 | 海角情緣 / Feroipenme-T                                         | Wen Shan / 文山/ Văn Sơn                 |
| 2010 | A面B面 / The Double Life                                        |                                          |
| 2010 | 終極匹配 / The Perfect Match/Trận chiến cuối cùng               | Lao Zhuai / 老拽/Lão Duệ (Lương Duệ)     |
| 2010 | 愛情36計 / Ai Qing San Shi Liu Ji                               |                                          |
| 2011 | 幸存日 / Together                                               |                                          |
| 2012 | 孩子不坏 / We Not Naughty                                       | CK Liu / Thầy CK                         |
| 2012 | 家辦囍事 / Starts Good Ends Good                                |                                          |
| 2012 | 绣花鞋 / Blood Stained Shoes                                    |                                          |
| 2012 | 捨身技 / High Kickers                                           |                                          |
| 2012 | Catching Monkey                                                 |                                          |
| 2013 | 綁架大明星 / Kidnapping of a Big Star /Bắt cóc ngôi sao         | Gao Yi Hui / 高弈辉 / Cao Dịch Huy       |
| 2015 | 天亮·分手 Dawn Break Up                                         |                                          |
| 2016 | Money and Love                                                  |                                          |

### Phim truyền hình
| Năm  | Tên phim                                                        | Vai diễn                                                  |
| 1996 | 殭屍福星 / Night Journey/ Diệt ma thiên sứ                      | Liang Đông / 梁東/ Lương Đông                             |
| 2001 | 新楚留香 / The New Adventures of Chor Lau Heung                 | Emperor / 皇帝                                            |
| 2002 | 百分百感覺 / Feel 100%/Cảm giác 100%                            | Jerry                                                     |
| 2002 | 百分百感覺之冬日戀曲 / Feel 100% II/Cảm giác 100% II            | Jerry                                                     |
| 2003 | 男女字典 / 20/30 Dictionary                                     |                                                           |
| 2004 | 倩女幽魂 / Eternity/ Thiện nữ u hồn                             | Ning Cai Chen / 甯采臣/ Ninh Thể Thần                     |
| 2004 | 一千個秋天 / Yi Qian Ge Qiu Tian                                | Nan Feng / 南風                                           |
| 2005 | 香粉传奇 / Xiang Fen Chuan Qi/Hương phấn truyền kỳ              | Lin Yi Ruo / 林一若/Lâm Nhất Nhược                        |
| 2006 | 海的誓言 / Hai De Shi Yan / Lời thề của biển                    | Ou Yang Zheng / 歐陽正/ Âu Dương Chính                    |
| 2006 | 硯道 / Yan Dao                                                  | Xiao Fei / 蕭飛                                           |
| 2007 | 聊齋奇女子 / The Fairies of Liaozhai                            | Gu Xiang Ru / 顧相如                                      |
| 2011 | 拜金女王 / Material Queen                                       | Yan Kai Ming / 嚴凱銘                                     |
| 2013 | [愛情急整室] / Love SOS                                         | Han Tian Yu / 韓天宇/ Hàn Thiên Vũ                        |
| 2013 | 蘭陵王 / Prince of Lan Ling/ Lan Lăng Vương                     | Emperor Wu of Northern Zhou / 北周武帝宇文邕 / Vũ Văn Ung |
| 2014 | 加油爱人/ 幸福爱人 / Brave lover/ Happy lover/ Bến đỗ hạnh phúc | Zhang Han Yu/ 张瀚宇/ Trương Hàm Vũ                       |